# Juan Aldama
Juan José Marcos Gaspar Antonio de Aldama y González (San Miguel el Grande, Reino de México, Nueva España, 3 de enero de 1764-Chihuahua, Intendencia de Durango, Nueva España, 26 de junio de 1811) fue un insurgente novohispano que participó en el proceso de Independencia de México.

## Biografía
Nació en San Miguel el Grande, actualmente San Miguel de Allende. Era hermano de Ignacio Aldama, así como tío de Mariano y Antonio, también insurgentes. Al comenzar la Guerra de Independencia de México, era capitán en el regimiento de caballería Milicias de la Reina y aunque residía en San Miguel el Grande, asistía a las juntas que los conjurados tenían en Querétaro.
Al descubrirse la conspiración, Aldama abandonó San Miguel para dirigirse a Dolores al encuentro de Miguel Hidalgo e Ignacio Allende con el propósito de informarles de lo que estaba sucediendo; así, al amanecer del día 16 de septiembre participó en el grito de insurrección.
En Celaya fue nombrado mariscal y con el grado de teniente coronel tomó parte en la Batalla del Monte de las Cruces. Con la victoria, y al igual que Ignacio Allende, creyó conveniente avanzar con sus tropas hacia la capital. Acompañó a Ignacio Allende en la Batalla de Guanajuato y participó en la Batalla del Puente de Calderón. Marchó junto con los otros insurgentes hacia el norte del país, proponiendo ir a Estados Unidos con el fin de enviar elementos de guerra.
Aldama permaneció junto a Allende durante toda la campaña hasta que fue hecho preso en Acatita de Baján junto a los demás insurgentes. Fue uno de los exceptuados por el indulto del virrey, que había puesto precio a su cabeza. Conducido a Chihuahua, fue juzgado y condenado a la pena capital, siendo fusilado en compañía de Allende, Mariano Jiménez y Manuel de Santa María.
Su cabeza, así como la de los dos primeros que le acompañaron a la muerte y la del propio Hidalgo, fueron conducidas a Guanajuato y colocadas en jaulas de hierro en cada uno de los ángulos de la alhóndiga de Granaditas, de donde se retiraron en 1824 para enterrarlas junto a sus cuerpos bajo el altar de los Reyes en la Catedral de la Ciudad de México. Sus restos reposaron en la Columna de la Independencia en Ciudad de México hasta el 30 de mayo de 2010, fecha en que fueron trasladados al Museo Nacional de Historia para su análisis y autentificación.